# Lewis megye (Washington)
Lewis megye az Amerikai Egyesült Államokban, azon belül Washington államban található. Megyeszékhelye Chehalis, legnagyobb városa Centralia. Lakosainak száma 82 149 fő (2020. április 1.).

## Szomszédos megyék
- Grays Harbor megye
- Thurston megye
- Pierce megye
- Yakima megye
- Skamania megye
- Cowlitz megye
- Wahkiakum megye
- Pacific megye

## Népesség
A megye népességének változása:
| Lakosok száma | 75 488 | 75 693 | 75 518 | 75 081 | 75 882 | 82 149 |
|               | 2010   | 2011   | 2012   | 2013   | 2015   | 2020   |